# Govind Nihalani
Govind Nihalani, né le 19 août 1940 à Karachi (Inde britannique), est un directeur de la photographie, réalisateur, scénariste et producteur indien.

## Filmographie

### comme directeur de la photographie
- 1973 : Kaadu
- 1974 : Ankur
- 1975 : Nishant
- 1976 : Manthan
- 1977 : Bhumika: The Role
- 1978 : Kondura
- 1978 : Junoon
- 1978 : Anugraham
- 1980 : Aakrosh
- 1981 : Kalyug
- 1982 : Vijeta
- 1982 : Arohan
- 1983 : Ardh Satya
- 1985 : Aghaat
- 1986 : Tamas (feuilleton TV)
- 1990 : Drishti
- 1991 : Rukmavati Ki Haveli
- 1991 : Pita
- 1991 : Jazeere (TV)
- 1994 : Droh Kaal
- 1998 : Hazaar Chaurasi Ki Maa
- 1999 : Thakshak
- 2001 : Deham
- 2004 : Dev

### comme réalisateur
- 1980 : Aakrosh
- 1982 : Vijeta
- 1983 : Ardh Satya
- 1984 : Party (en)
- 1985 : Aghaat
- 1986 : Tamas (feuilleton TV)
- 1990 : Drishti
- 1991 : Rukmavati Ki Haveli
- 1991 : Pita
- 1991 : Jazeere (TV)
- 1992 : Karm Yodha
- 1994 : Droh Kaal
- 1996 : Sanshodhan
- 1998 : Hazaar Chaurasi Ki Maa
- 1999 : Thakshak
- 2001 : Deham
- 2004 : Dev

### comme scénariste
- 1990 : Drishti
- 1991 : Rukmavati Ki Haveli
- 1991 : Pita
- 1991 : Jazeere (TV)
- 1999 : Thakshak
- 2001 : Deham
- 2004 : Dev

### comme producteur
- 1971 : Shantata! Court Chalu Aahe
- 1986 : Tamas (feuilleton TV)
- 1990 : Drishti
- 1994 : Droh Kaal
- 1998 : Hazaar Chaurasi Ki Maa
- 1999 : Thakshak
- 2001 : Deham
- 2004 : Dev